# Olof Holmström
Olof Holmström, född 5 september 1854 i Norra Nöbbelövs församling, Malmöhus län, död 12 augusti 1921, var en svensk teolog och präst. Han var far till teologen Folke Holmström och friidrottaren Agne Holmström samt farfar till journalisten Mikael Holmström.
Holmström, som var lantbrukarson, blev student vid Lunds universitet 1875, filosofie kandidat 1877, teologie kandidat 1883, teologie licentiat 1893 och teologie doktor vid Uppsala universitet samma år. Han blev docent i kyrkohistoria i Lund 1886, domprost i Strängnäs 1895, men tillträdde ej befattningen. Han blev extra ordinarie professor i praktisk teologi och moralteologi i Lund samt kyrkoherde i Husie församling 1896. Han var ordinarie professor i praktisk teologi i Lund 1899–1919 samt kyrkoherde i Hällestads församling 1899–1909 och i Uppåkra församling 1909–1919. 
Holmström var inspektor för folkskollärarseminariet och för Malmöhus läns landstings småskollärarinneseminarium i Lund från 1907 samt ledamot av kyrkomötet 1915 och 1918. Varmt intresserad av församlingslivets förnyelse gjorde Holmström en viktig insats inom den kyrkliga ungdomsrörelsen. Bland hans skrifter märks Om kyrkostyrelsen (1886) och Evangelisk-luthersk församlingsvård (1898).
Evangelisk-luthersk församlingsvård har betecknats som ”den första moderna, mera sammanfattande pastoralteologiska framställningen i Svenska kyrkan”. Den har av senare kyrkohistorisk forskning förståtts som grunddokumentet för den folkkyrkotanke och det kyrkoprogram som Holmström sjösatte på lundahögkyrklig grund från 1890-talet. Denna Holmströms folkkyrkotanke föregår den mer kända som tillskrivits Einar Billing och Manfred Björkquist. Som arvtagare till Holmströms folkkyrkoprogram framträdde Johan Alfred Eklund sedan han blivit biskop i Karlstad 1907.
Han var gift med Signe Heurlin (1864–1927). Makarna Holmström är begravda på Klockarebackens kyrkogård i Höör.

## Fotnoter
1. 1 2 3 4  Olof Holmström, Svenskt biografiskt lexikon, Svenskt Biografiskt Lexikon-ID: 13770.[källa från Wikidata]
2. ↑  Dödsannons i Svenska Dagbladet, 16 augusti 1921, sid.2
3. ↑  Holmström, Folke H C, docent, Lund i Vem är det / Svensk biografisk handbok / 1969 / s 424.
4. ↑  Bexell, Oloph (2003). Sveriges kyrkohistoria 7. Folkväckelsens och kyrkoförnyelsens tid.. Läst 224ff
5. ↑  Santell, Fredrik (2016). Svenska kyrkans diakonistyrelse. Tillflöden och tillkomst, organisation och verksamhet intill 1938. sid. 40–58
6. ↑  Sveriges befolkning 1900, CD-ROM, Version 1.02, Sveriges Släktforskarförbund/SVAR (2006).
7. ↑  Sveriges Dödbok 1901–2009, DVD-ROM, Version 5.00, Sveriges Släktforskarförbund (2010).
8. ↑  ”Holmström, Olof och Holmström, Signe Charlotta E.”. SvenskaGravar.se. https://www.svenskagravar.se/gravsatt/123095899. Läst 2 februari 2023.